# メアリ・リード
メアリ・リード（Mary Read、1685年頃? - 1721年4月28日）は、18世紀のカリブ海で活動した海賊。ジョン・ラカムの手下であり、アン・ボニーと共に有罪判決を受けた数少ない女性海賊の1人である。

## 略歴

### 生い立ち
メアリは1685年にイングランドで生まれたとされる。メアリの母は若くして船乗りと結婚し、息子を産んだが、夫は航海に出たきり戻らなかった。その後再び妊娠した母親は、己の不義を隠すために田舎の友人の元で暮らすと言い、息子を連れてロンドンを去った。やがて息子は幼くして死に、彼女は代わりに女児を出産した。それがメアリである。メアリの母親は経済的に困窮し、数年たってから再びロンドンの夫の母親の元に戻った。そして経済的な支援を得るために娘のメアリを男装させ、死んだ夫の息子であるように偽装したのである。メアリは祖母に養育されたが、13歳のころにその祖母が死ぬと、裕福なフランス人貴婦人の元に奉公に出され、やがて軍艦での仕事を得た。
軍艦を退艦したメアリはフランドルに渡り、スペイン継承戦争でオランダと同盟を結んでいたイギリス軍の騎兵連隊に加わった。メアリは現地で同僚と婚約し、退役後に結婚してブレダ城の近くに「スリー・ホースシューズ」という居酒屋を開いたが、幸福な結婚生活は長くは続かなかった。なんと夫が急死してしまったため、店を畳んでオランダの軍務に就き、西インド諸島行きの船に乗ることになった。キャプテン・チャールズ・ジョンソンは著作の『海賊史』で、メアリが参加したのは大同盟戦争であり、夫の死後レイスウェイク条約が調印されて兵士が撤退したために商売が立ち行かなくなったとしている。いずれにせよ彼女が西インド諸島に向かったのは事実である。

### 海賊行為

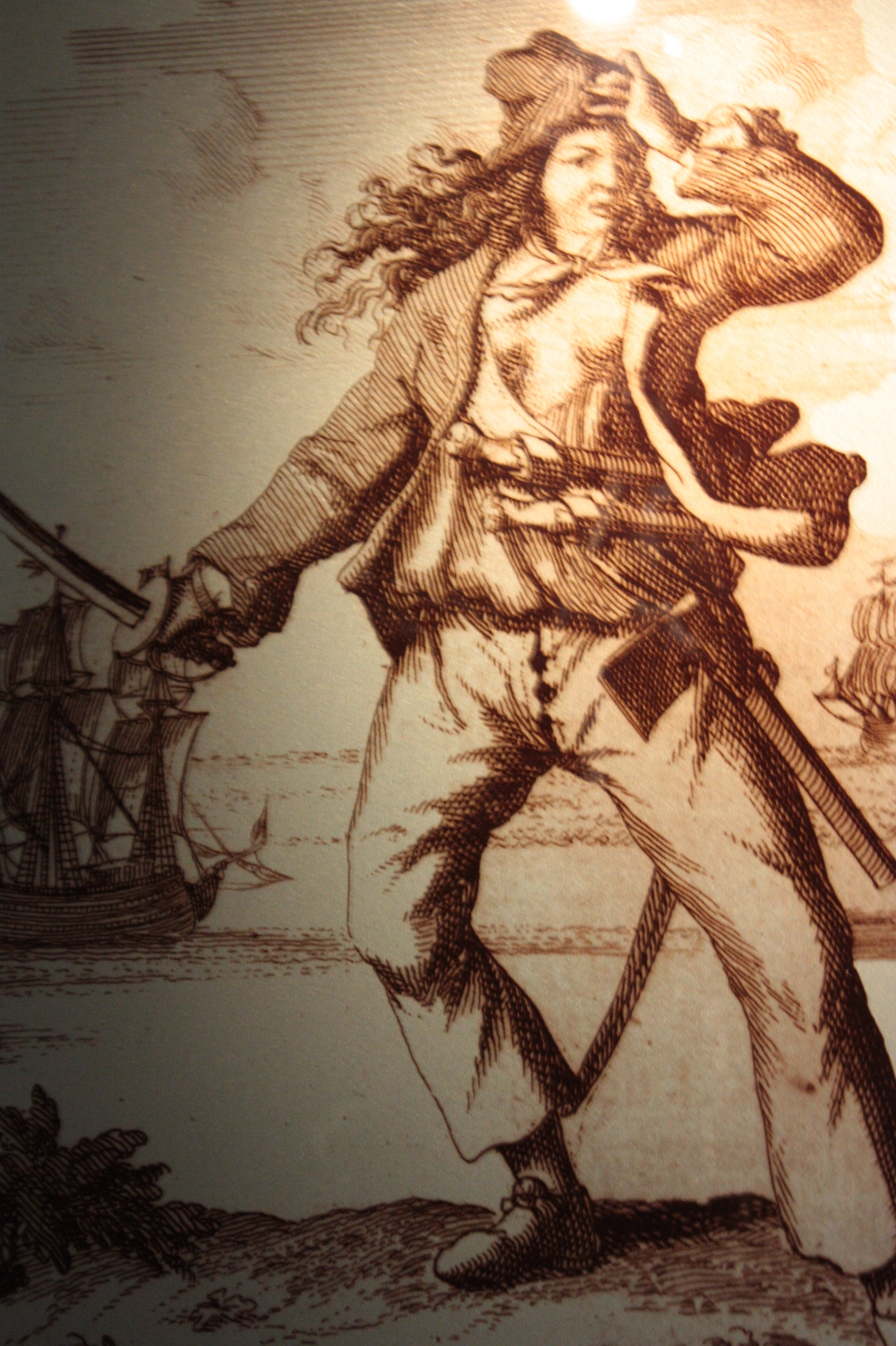
海賊史オランダ版のメアリ・リード

メアリが乗った船は海賊に拿捕され、ニュープロビデンス島ナッソーに連行された。メアリはナッソーで海賊として振舞い、ウッズ・ロジャーズ総督に投降した後も総督がスペインに対して準備した私掠船に乗り組んで反乱を起こした。メアリがアン・ボニーと知り合ったのはこの頃で、アンがメアリをハンサムな男だと勘違いして言い寄ったことが切っ掛けであった。1720年8月22日、アンの恋人であるジャック・ラカムはアンとメアリの他数人の手下を率いてジョン・ハム船長の私掠スループ船、ウィリアム号を盗んだ。こうして有名なジャック・ラカム船長と2人の女海賊の航海が始まったのである。
メアリとアンは船上において平時は女の服を着ており、獲物の追跡や戦闘時には男装していたと捕虜が証言している。ジャマイカで一味の捕虜になった漁師のドロシー・トーマスは彼女たちについて「男物の上着とズボンを身に着け、ハンカチを頭に巻き、両手に剣や銃を持ち、男たちに罵詈雑言を浴びせていた」と証言し、2人が女だと気付いた理由として「胸が膨らんでいたから」と付け加えている。
10月、一味はジャマイカのネグリル近くにて、ジャマイカ総督から海賊討伐の命を受けたジョナサン・バーネット船長の私掠船と遭遇する。戦闘に怖気づいたラカムや男たちが船倉に隠れた時も、メアリとアンだけは果敢に戦った。メアリはラカムたちに「甲板に出て男らしく戦え」と叱咤したが、それでも彼らが奮起しないのを見ると、船倉に向かって発砲し1人を殺したという。メアリとアンの抵抗も虚しく、バーネットはラカムの船を制圧して一味をポートロイヤルに連行した。

### 最期
一味は有罪となってラカムたちが絞首刑に処されたが、メアリとアンは妊娠を主張したために刑が延期された。これは法律で母親の処刑によって胎児の生命を奪うことが禁じられていたためである。死刑は免れたものの、メアリは獄中でひどい熱病に侵され、1721年4月28日に息を引き取った。その亡骸はジャマイカのセントキャサリン教会に埋葬されたという。

## 人物

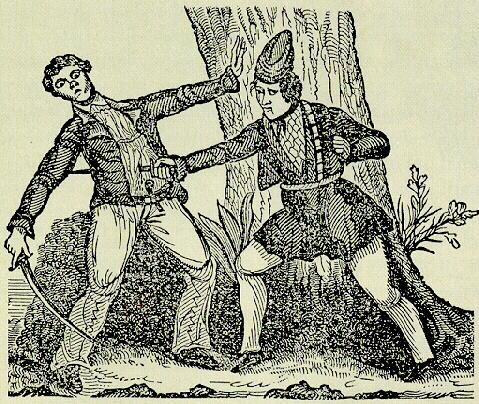
相手を呼び出して、急所を一刺にするメアリ・リード

メアリは海賊船に恋人がいた。ある時、その恋人がほかの海賊と決闘することになった。彼女は相手の男が恋人よりも手強いことを危惧したが、決闘をやめさせて恋人が臆病者の烙印を押されることもまた忍びなかった。そこで彼女は相手の男に自ら喧嘩をふっかけ、恋人よりも2時間早く決闘することを約束した。メアリは決闘で相手の急所を一突きにして殺してしまい、結果として恋人は難を逃れたのである。後の裁判において、メアリの恋人は強制的に海賊船で働かされていたと彼女自身が証言したために赦免された。

## 記録
メアリは『海賊史』以外の資料でも言及されている。彼女に対する資料での初めての言及は、1720年9月5日のウッズ・ロジャーズによるものでジャック・ラカムに関わりのある海賊として、メアリに言及している。

## メアリ・リードが登場する作品
- 『そして船は行く』（雑君保プ）
- 『名探偵コナン 紺碧の棺』
- 『大航海時代V』
- 『アサシン クリード IV ブラック フラッグ』 海賊共和国のメンバーとして登場し、ウィリアム・キッドの息子を自称する。後にアサシンであることが明らかになり、主人公エドワード・ケンウェイやラカム、アンと共に活動する。声優としてオリビア・モーガン(日本語版:斎賀みつき)が演じる。
- 『Fate/Grand Order』 サーヴァントとして登場し、野中藍が演じる。
- 『Black Sails/ブラック・セイルズ』 最終回でマーク・リードとして登場。カーラ・ロバーツが演じる。